# استانتونویل (تنسی)
استانتونویل(به انگلیسی: Stantonville) شهری در ایالت تنسی کشور ایالات متحده آمریکا است که جمعیت آن در سرشماری سال ۲۰۱۰ میلادی، ۲۸۳ نفر بوده‌است.